# Sungai Enam
Sungai Enam is een bestuurslaag in het regentschap Bintan van de provincie Riau-archipel, Indonesië. Sungai Enam telt 1809 inwoners (volkstelling 2010).